# The Life That I Have
 (février 2025).
The Life That I Have est le titre d'un court poème écrit par Leo Marks pendant la Seconde Guerre mondiale et remis à Violette Szabo, agent secret du Special Operations Executive, juste avant son départ pour la France le 24 mars 1944, pour qu'il lui serve à chiffrer les messages secrets qu'elle enverrait.
Auparavant, ce sont des poèmes célèbres que les agents du SOE utilisaient pour chiffrer les messages. Mais leur célébrité même constituait un élément d'insécurité, les cryptographes ennemis étant en mesure de déterminer l'original à partir des sources publiées. Leo Marks contra cet inconvénient en utilisant ses propres poèmes, par définition inconnus.
À l'origine, Leo Marks avait écrit le poème The Life That I Have au moment des fêtes de Noël 1943 en mémoire de son amie Ruth qui venait de mourir dans un accident d'avion au Canada.
En 1958, le poème fut utilisé dans le film Carve Her Name with Pride consacré à l'action de Violette Szabo.

## Texte du poème
The Life That I Have

Is all that I have 

And the life that I have 

Is yours 

The love that I have 

Of the life that I have 

Is yours and yours and yours 

A sleep I shall have 

A rest I shall have 

Yet death will be but a pause 

For the peace of my years 

In the long green grass 

Will be yours and yours 

and yours